# アンブロキソール

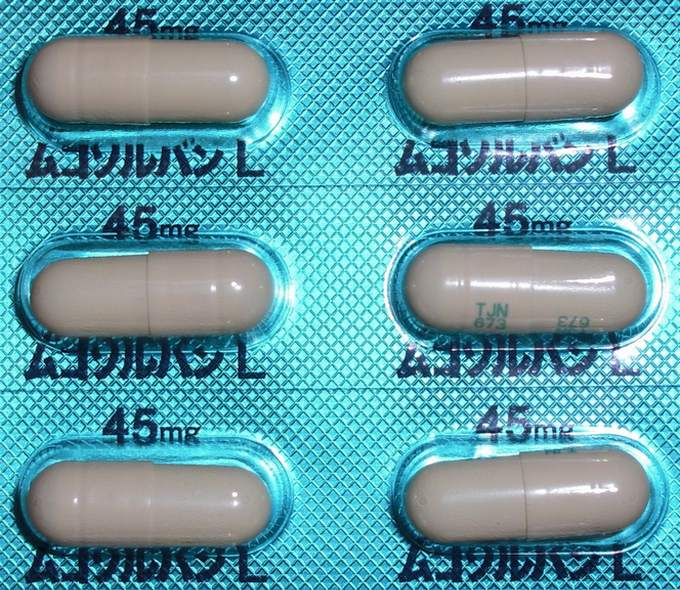
ムコソルバン 45mgカプセル

アンブロキソール（英語・ドイツ語: Ambroxol）は、去痰薬に属する医薬品の一種であり、痰の喀出に困難を伴う急性および慢性の下部気道症状の治療、および急性の咽頭部痛を緩和するのに用いられる。アンブロキソールは、アンブロキソール塩酸塩（塩酸アンブロキソール）の形態で、点滴剤、シロップ剤、錠剤、徐放性カプセル、発泡錠、吸入剤といったさまざまな剤形で投薬される。のどの炎症にはトローチ剤も適用される。
アンブロキソールはブロムヘキシンの活性代謝物である。

## 薬理作用

### 去痰作用
アンブロキソールは、痰に含まれるムコ多糖を分解する酵素を活性化することで、気管支内の痰の粘度を低下させる。さらに、気管支内にある絨毛の運動を亢進させることで、粘度が低下した痰を気管支内から排泄することも促す。また、肺胞においては、肺胞を潰す方向に作用する肺胞内の水の表面張力を低下させることで肺胞を広げやすくする作用持つ肺胞サーファクタントの生成も促進する。このようにして、肺呼吸をしやすくする作用を持つ。

### 鎮痛作用
アンブロキソール含有の鎮痛錠は、口腔および咽頭の粘膜に対して局所的に鎮痛作用を示す。しかしながら、この作用は微弱なものであり、学術的には議論の対象となっている。論文の中には、ペパーミントやユーカリを含んだキャンデーを投与する方が良いとしているものまである。in vitroの研究では、アンブロキソールの局所麻酔作用は、おそらく神経のナトリウムチャネル阻害効果によるものであるという結果が出ている。しかし、これらの研究もまた、アンブロキソールは急性の痛みにはほとんど効き目がないとしている。これに対して、慢性の痛みや神経症に起因する痛みには、アンブロキソールの静脈内投与が著明な鎮痛効果を示している。

## 使用上の注意点
副作用としては、まれに、過敏反応、悪心、胃不快感、嘔吐が観察されることがある。きわめてまれではあるが、アンブロキソールの投与と重篤な皮膚粘膜症状（スティーブンス・ジョンソン症候群、ライル症候群）との経時的な関連例が報告されているので、皮膚や粘膜の異状が生じた際には、服用を中止することと速やかに医師の診察を受けることが望ましい。
アンブロキソール含有の去痰薬は、2歳未満の小児には、医師の指示に基づいて使用するのが望ましい。アンブロキソール含有の咽頭鎮痛薬は12歳未満の児童には使用しないことが望ましい。
アンブロキソールは胎盤関門を通過し、母乳中に排出される。妊娠中と授乳期はアンブロキソールを服用しないか、有効性と危険性を入念に考慮したのちにのみ服用することが望ましい。
なお、アンブロキソールをヒトが口にすると苦味を感ずることが知られている。この苦味の強さにはアンブロキソールの服用の際に使用した水の温度にも関係しており、20 ℃の水で服用するよりも、37 ℃のぬるま湯で服用すると苦味が強くなるとされている。したがって、なるべく苦味を避けたいのであれば、低温の水を使用して服用することも一法である。

## その他の情報
ベーリンガー・インゲルハイム社によって1968年に特許が取得されているが、アンブロキソール塩酸塩は徐々にさまざまなジェネリックの咳止め薬の成分に含有されるようになってきている。

## 主な商標名
- ムコソルバン (帝人ファーマ)
- ムコソレート (武田テバ薬品)
- ムコサール (ベーリンガー・インゲルハイム)
- アンブロン (日本ユニバーサル薬品)
- フストレス (大洋薬品)